# La Pérousův průliv
La Pérousův průliv, rusky Пролив Лаперуза (Proliv Laperuza), japonsky 宗谷海峡 (Sōja-kaikjō) je průliv mezi ostrovy Hokkaidó a Sachalin. Propojuje Japonské moře na západě s Ochotským mořem na východě.

## Zeměpisné údaje
V nejužším místě je průliv široký 43 km, střední hloubka je mezi 20 a 40 m. Délka průlivu se většinou uvádí 94 km.
V zimě průliv zamrzá. Na ruské straně v severovýchodní části průlivu, asi 14 km od Sachalinu, leží malý ostrov Kámen Nebezpečí (Камень Опасности), na kterém je umístěn maják. Na japonské straně straně leží ostrůvek Bentendžima asi 1 km od Hokkaida.

## Historie
Průliv je Japoncům znám od nepaměti a nazývají ho podle nejsevernějšího mysu ostrova Hokkaidó Sója. Pro Evropany ho objevil Jean-François de La Pérouse při své plavbě v r. 1787 a nese po něm jméno ve většině evropských jazyků.

## Doprava
Ve vodní dopravě je tomuto průlivu dávána přednost před Tatarským průlivem, a to i v ruské vnitrostátní mořeplavbě.
Japonské výsostné vody sahají v průlivu pouze 3 námořní míle od pobřeží namísto obvyklých 12 proto, aby průlivem mohly proplouvat americké jaderné ponorky, aniž by to porušilo japonský bezjaderný status.